# الدوري البلجيكي لكرة السلة الدرجة الأولى
الدوري البلجيكي لكرة السلة الدرجة الأولى هو دوري كرة سلة للمحترفين في بلجيكا تأسس في 1928 يلعب فيه 11 فريقاً. فريق أوستند لكرة السلة هو الأكثر تتويجا باللقب.

## أبرز الفرق
- أوستند لكرة السلة
- ميتشلين لكرة السلة
- ليمبورغ يونايتد
- أوكابي آلستار

## وصلات خارجية
- الموقع الإلكتروني